# Đỗ Vũ

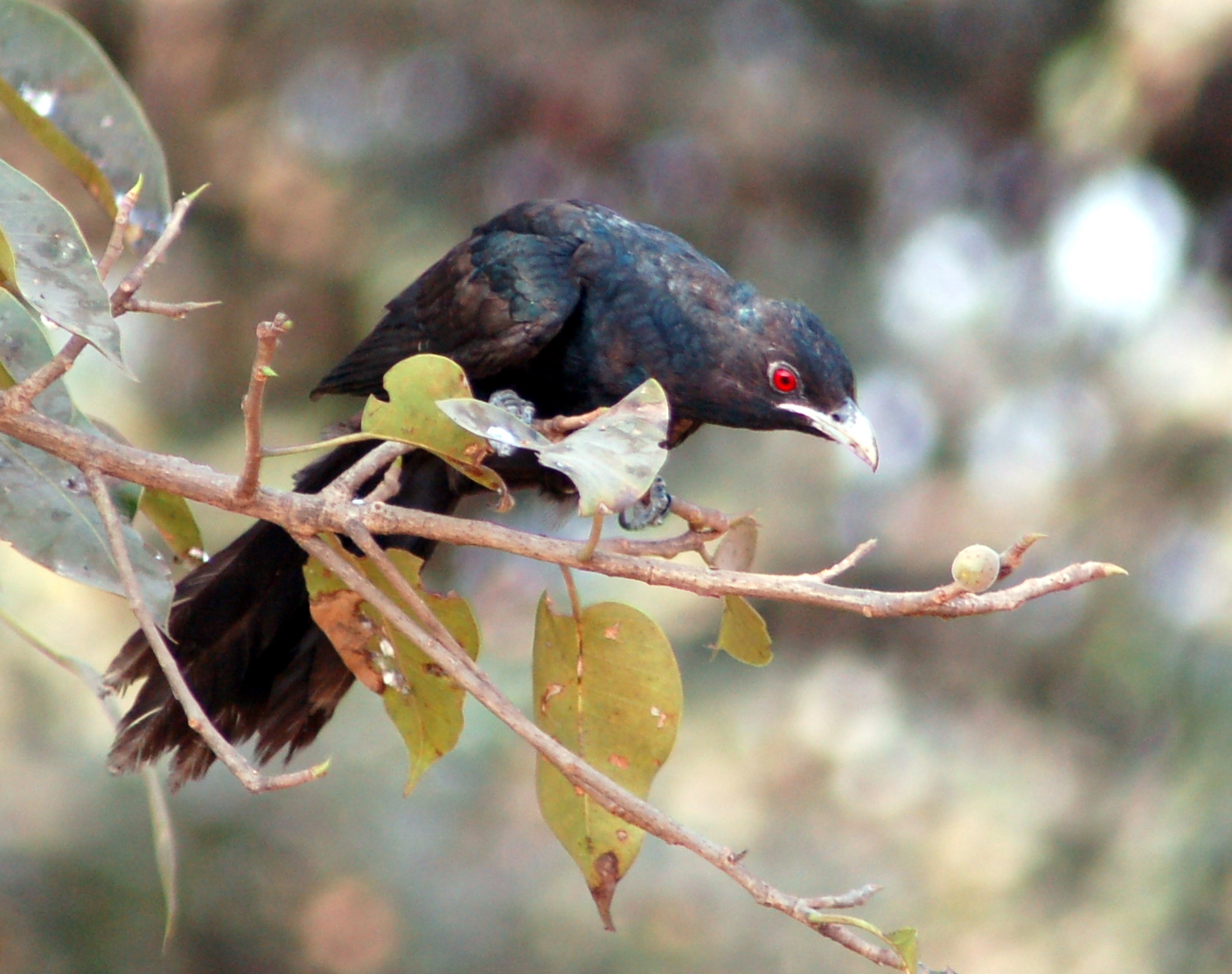
chim Đỗ Quyên, hóa thân của Thục Vọng Đế

Đỗ Vũ (tiếng Trung: 杜宇) hay Đỗ Quyên (tiếng Trung: 杜鵑) là tên chữ Hán của loài chim Cuốc, ngoài ra nó còn có tên gọi khác là Tử Quy. Giống chim này đầu mỏ hơi cong, miệng to, đuôi dài, lông lưng màu tro, bụng trắng có 1 đường đen thẳng ngang. Nó thường sống chui lủi trong bụi rậm, hồ nước hoặc ao chuôm to. Đến thời điểm đầu mùa Hạ cuối mùa Xuân thì loài chim này bắt đầu kêu chủ yếu vào những đêm trăng mờ tĩnh mịch, giọng kêu nghe thảm thiết bi ai gợi cho lữ khách tha phương động lòng nhớ tới nơi "chôn nhau cắt rốn".

## Điển tích
Theo sách Sưu thần ký thì Đỗ Vũ là tên một vị vua nước Thục thời Xuân Thu Chiến Quốc, vị quân chủ cuối cùng của Bồ Ti thị, ông có tính hoang dâm vô độ nên dưới thời ông tại vị chính sự nước Thục không ổn định. Đỗ Vũ nhân nhà Chu suy yếu bèn tự xưng đế hiệu tức Thục Vọng Đế (蜀望帝), ông từng thông dâm với phu nhân của vị tướng quốc lúc ấy là Biết Linh (鱉靈) và bị lộ tẩy nên Đỗ Vũ thẹn quá bèn nhường ngôi cho vị tướng quốc này, Biết Linh lên ngôi chính là Khai Minh thị. Tuy nhiên sau khi nắm trong tay quyền lực thì Biết Linh ngược đãi Đỗ Vũ cấp lương thực không đầy đủ khiến ông phải hậm hực mà bỏ nước ra đi, sau khi ông chết linh hồn hóa thành một loài chim suốt ngày chỉ kêu "quốc, quốc". Người ta bảo đấy là Thục Đế nhớ nước nên mới kêu như vậy, và dân gian đặt tên cho giống chim đó là chim Cuốc.

## Văn học
Trong văn học cổ điển người ta thường dùng tích Đỗ Vũ (hoặc Đỗ Quyên) để nói nên việc nhớ nhung quê hương đất nước khi phải đi phiêu bạt nơi đất khách quê người, Truyện Kiều của Nguyễn Du có câu: "Khúc đâu êm ái xuân tình, ấy hồn Thục Đế hay mình Đỗ Quyên" là mượn từ câu thơ trong bài thơ Cẩm Sắt của Lý Thương Ẩn mà lấy điển tích từ vị vua nước Thục này. Bài thơ Qua Đèo Ngang của Bà huyện Thanh Quan bản dịch tiếng Việt có đề cập đến đôi câu thơ: "Nhớ nước đau lòng con quốc quốc - Thương nhà mỏi miệng cái gia gia". Là để chỉ đến hai loài chim cuốc và chim đa đa (còn gọi là gà gô), ứng với sự tích của vua Đỗ Vũ và Bá Di - Thúc Tề